# Loveren (Baarle-Nassau)

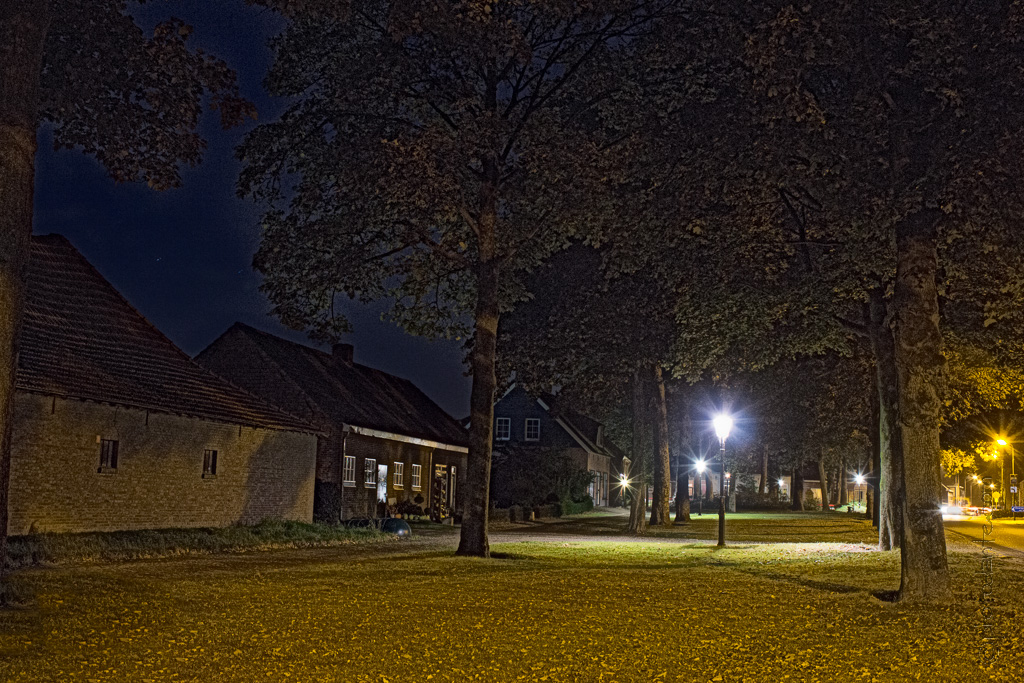
Baarle-Loveren

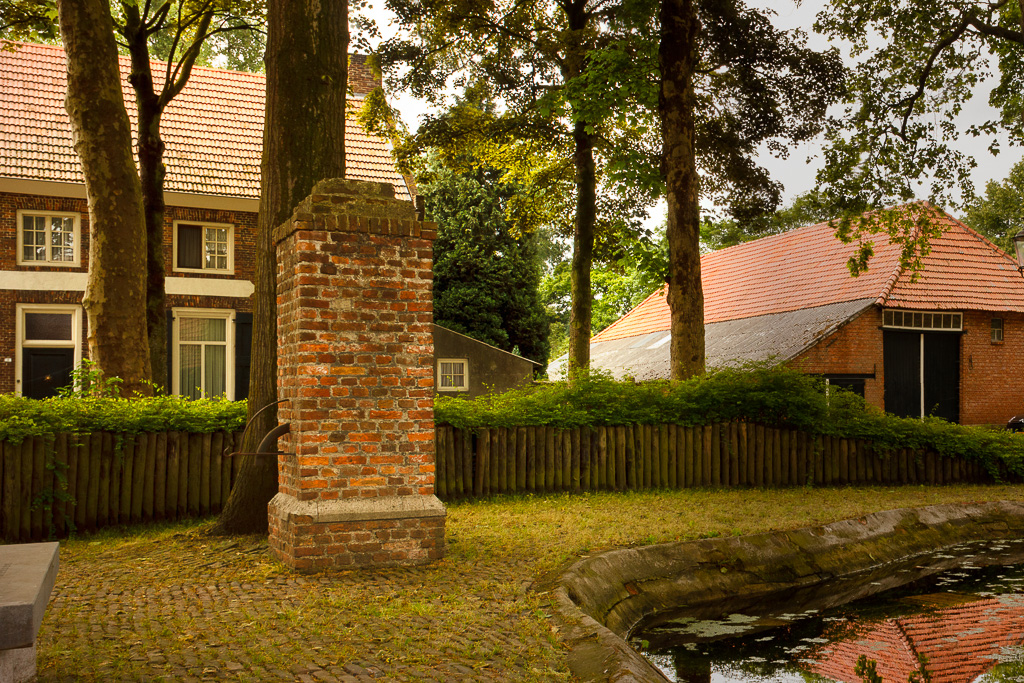
Op de foto de pomp die op de “plaetse” te zien is. Links op de foto is de voordeur te zien die door de grens in tweeën wordt gedeeld.

Loveren of Baarle-Loveren is een gehucht binnen de grenzen van de gemeente Baarle-Nassau, in de Nederlandse provincie Noord-Brabant. Een kleine enclave van de Belgische gemeente Baarle-Hertog ligt ook in Loveren.
Loveren ligt ten westen van het dorp Baarle. Door stelselmatige bebouwingen van de toegangswegen van Baarle naar Loveren, vormen Baarle en Loveren één geheel. Toch is het goed te herkennen, dat Loveren een eigen kern heeft. Dit is te herkennen aan de plaetse in de kern. Een plaetse is een driehoekig plein dat veelal te vinden is in dorpen en steden uit de Middeleeuwen.

## Geschiedenis
Loveren wordt in de Middeleeuwen genoemd. Op deze plaats kruisten de wegen van Antwerpen via Hoogstraten naar 's-Hertogenbosch en van Turnhout naar Breda elkaar. Op deze plaats werd dan ook een kasteel met vier torens en een gracht gebouwd. Dit was Kasteel Bruheze, ook wel bekend als Bruhese. Van het kasteel is niks bewaard gebleven. Hooguit zal men in de grond nog wat funderingen tegenkomen.
Het meest markante gebouw in Loveren is het huis met de twee huisnummers. De grens van een van de enclaves van Baarle-Hertog loopt precies door dit huis. Links van de deur staat het Belgische huisnummer 2, terwijl aan de andere kant van de deur nummer 19 prijkt. Dit huis is de voormalige Herberg De Swaen en is kort na 1640 gebouwd en heeft zowel de status van Rijksmonument in Nederland als die van Beschermd Monument in België. Deze herberg was een van de halteplaatsen voor onder andere passerende rijtuigen. De postkoetsen op de lijn 's-Hertogenbosch - Brussel hadden een vaste halteplaats bij de op Loveren gelegen herberg De Rode Leeuw. Zeer waarschijnlijk heeft Hugo de Groot in een van deze herbergen overnacht in de nacht van 22 maart op 23 maart 1621 toen hij in een boekenkist ontsnapte uit Slot Loevestein en op weg was naar Antwerpen.
Drieëndertig jaar later zou ook Christina I van Zweden na haar troonsafstand naar Antwerpen vertrekken en ook zij zou in Loveren overnachten. Mogelijk dat Hugo de Groot haar aangeraden had om in Loveren te overnachten.
Dorpen: Baarle (deels) · Castelré · Ulicoten

Buurtschappen: Baarle-Nassau Grens · Boschhoven · Driehuizen · Eikelenbosch · Gorpeind · Groot-Bedaf · 't Groeske · Heesboom · Heikant · Heikant · Het Goordonk · Hoogeind · Huisvennen · Keizershoek · Klein-Bedaf · Liefkenshoek · Loveren · Maaijkant · Nieuwe Strumpt · Nijhoven · Oude Strumpt · Reth · Reuth · Schaluinen · Tommel · Veldbraak · Voske

Noord-Brabant: Steden en dorpen      Nederland: Provincies · Gemeenten